# 紹興市
紹興市（しょうこう/シャオシン-し、簡体字: 绍兴、拼音: Shàoxīng）は中華人民共和国浙江省の地級市。杭州市と寧波市の間に位置している。

## 概要
旧名は越州。南宋の紹興元年（1131年）、会稽・山陰方面を治める事を目的として越州に府が置かれたために元号に因んで命名された。以後、府・路名として行政区分に用いられて都市名として定着した。
日本では紹興酒の産地としてよく知られている。紹興市にある鑑湖の湧水を使って醸造されていることからこの名がついた。寧波のあたりから北京までをつなぐ大運河が通り、運河中には舟が運河を遡る際に曳くための石作りの長い橋状の通路「古繊道」がある。
近代中国の文豪魯迅の生家がある。魯迅が日本に留学した折の恩師である藤野厳九郎の出身地・福井県あわら市とは友好都市の関係を結んでいる。

## 気候
温暖湿潤気候(Cfa)に属し、年間平均気温は17°C。
- 気温 : 最高42.5°C（2013年8月7日）、最低-10.2°C（1991年12月29日）

| 紹興市（1981－2010年）の気候 | 紹興市（1981－2010年）の気候 | 紹興市（1981－2010年）の気候 | 紹興市（1981－2010年）の気候 | 紹興市（1981－2010年）の気候 | 紹興市（1981－2010年）の気候 | 紹興市（1981－2010年）の気候 | 紹興市（1981－2010年）の気候 | 紹興市（1981－2010年）の気候 | 紹興市（1981－2010年）の気候 | 紹興市（1981－2010年）の気候 | 紹興市（1981－2010年）の気候 | 紹興市（1981－2010年）の気候 | 紹興市（1981－2010年）の気候 |
| 月                           | 1月                          | 2月                          | 3月                          | 4月                          | 5月                          | 6月                          | 7月                          | 8月                          | 9月                          | 10月                         | 11月                         | 12月                         | 年                           |
| ---------------------------- | ---------------------------- | ---------------------------- | ---------------------------- | ---------------------------- | ---------------------------- | ---------------------------- | ---------------------------- | ---------------------------- | ---------------------------- | ---------------------------- | ---------------------------- | ---------------------------- | ---------------------------- |
| 日平均気温 °C （°F）         | 4.3 (39.7)                   | 5.7 (42.3)                   | 10.3 (50.5)                  | 16.3 (61.3)                  | 21.6 (70.9)                  | 24.9 (76.8)                  | 29.1 (84.4)                  | 28.3 (82.9)                  | 23.8 (74.8)                  | 18.5 (65.3)                  | 12.7 (54.9)                  | 6.7 (44.1)                   | 16.9 (62.4)                  |
| 降水量 mm （inch）           | 80.2 (3.157)                 | 82.1 (3.232)                 | 140.8 (5.543)                | 126.7 (4.988)                | 136.3 (5.366)                | 203.0 (7.992)                | 143.2 (5.638)                | 180.3 (7.098)                | 145.0 (5.709)                | 80.2 (3.157)                 | 79.9 (3.146)                 | 58.8 (2.315)                 | 1,456.5 (57.343)             |
| 平均降水日数                 | 13.7                         | 13.8                         | 16.1                         | 15.6                         | 14.9                         | 15.4                         | 12.7                         | 14.6                         | 13.4                         | 10.0                         | 9.8                          | 9.9                          | 159.9                        |
| 平均月間日照時間             | 106.5                        | 101.4                        | 118.8                        | 145.8                        | 166.1                        | 148.5                        | 231.6                        | 217.2                        | 156.3                        | 147.3                        | 124.2                        | 127.5                        | 1,791.2                      |
| 出典：紹興気象 2014-01-01    |                              |                              |                              |                              |                              |                              |                              |                              |                              |                              |                              |                              |                              |

## 行政区画
3市轄区・2県級市・1県を管轄する。
- 市轄区：越城区・柯橋区・上虞区
- 県級市：諸曁市・嵊州市
- 県：新昌県

| 紹興市の地図                              |
| ----------------------------------------- |
| 越城区 柯橋区 上虞区 新昌県 諸曁市 嵊州市 |

### 年表
この節の出典

#### 紹興専区(1949年-1952年)
- 1949年10月1日 - 中華人民共和国浙江省紹興専区が成立。紹興県・嵊県・会稽県・蕭山県・新昌県・上虞県・諸曁県が発足。(7県)
- 1949年12月20日 - 紹興県の一部が分立し、紹興市が発足。(1市7県)
- 1950年5月15日 - 紹興市が紹興県に編入。(7県)
- 1950年6月10日 - 会稽県が紹興県に編入。(6県)
- 1950年10月 (6県)
  - 紹興県の一部(進化区の一部)が蕭山県に編入。
  - 蕭山県の一部(銭清鎮)が紹興県に編入。
- 1950年11月25日 - 紹興県の一部が分立し、紹興市が発足。(1市6県)
- 1952年1月19日 
  - 紹興市・蕭山県・諸曁県・紹興県が省直轄県級行政区となる。
  - 上虞県・嵊県・新昌県が寧波専区に編入。

#### 紹興地区(1964年-1983年)
- 1964年9月22日 - 寧波専区紹興県・新昌県・嵊県・諸曁県・上虞県を編入。紹興専区が成立。(5県)
- 1978年9月16日 - 紹興専区が紹興地区に改称。(5県)
- 1979年9月10日 - 紹興県の一部が分立し、紹興市が発足。(1市5県)
- 1981年1月14日 - 紹興県が紹興市に編入。(1市4県)
- 1983年7月27日 
  - 紹興市が地級市の紹興市に昇格。
  - 上虞県・諸曁県・嵊県・新昌県が紹興市に編入。

#### 紹興市
- 1983年7月27日 - 紹興地区紹興市が地級市の紹興市に昇格。越城区・紹興県が成立。(1区5県)
  - 紹興地区上虞県・諸曁県・嵊県・新昌県を編入。
- 1989年9月27日 - 諸曁県が市制施行し、諸曁市となる。(1区1市4県)
- 1992年8月24日 - 上虞県が市制施行し、上虞市となる。(1区2市3県)
- 1995年8月30日 - 嵊県が市制施行し、嵊州市となる。(1区3市2県)
- 2001年1月13日 - 紹興県の一部が越城区に編入。(1区3市2県)
- 2003年1月30日 - 紹興県の一部が越城区に編入。(1区3市2県)
- 2013年10月31日 (3区2市1県)
  - 紹興県の一部が分立し、柯橋区が発足。
  - 上虞市が区制施行し、上虞区となる。
  - 紹興県の残部が越城区に編入。
- 2021年2月21日 - 上虞区の一部が越城区に編入[3]。(3区2市1県)

## 交通
- 蕭甬線：紹興駅（中国語版）
- 杭甬旅客専用線：紹興北駅（中国語版）･紹興東駅（中国語版）
- 杭台旅客専用線（中国語版）：紹興北駅
- 紹興軌道交通（地下鉄）
  - 紹興軌道交通1号線
  - 紹興軌道交通2号線
- 杭州から高速列車で約15分
- 上海から高速列車で約1時間10分
- 寧波から高速列車で約30分
- 嘉興から高速列車で約45分
- 温州から高速列車で約2時間40分

## 観光地
- 魯迅故里 - 魯迅生家と記念館
- 蘭亭 - 王羲之蘭亭序
- 大禹陵 - 史記によれば、秦の始皇帝が中国を統一した直後、禹が最後を遂げたとされる会稽山という小さな山を目指したとされる。
- 府山公園 - 越の王城
- 周恩来故居 - 周恩来首相生家と記念館
- 沈園 - 陸游が別れさせられた妻と再会した庭園
- 東湖 - 東湖烏篷船（黒い屋根付きの足で漕ぐ小型船）
- 柯岩 - 採石跡の奇岩
- 鑑湖 - 紹興酒の原料水
- 紹興酒工場
- 秋瑾故居 - 清末の女性革命家・秋瑾の故居
- 蔡元培故居 - 中華民國の教育家・蔡元培の故居

## 特産・名菜
- 紹興酒
- 臭豆腐
- 家常菜
- 干菜肉
- 腐乳
- 茴香豆
- 筍干
- 霉干菜
- 奶油小攀

## 出身者
- 謝霊運
- 陸游
- 徐渭
- 蔡元培
- 周恩来 - 正確には、本籍地が紹興という意味
- 魯迅
- 西施 - 紹興市付近に生まれた春秋時代末期の美女
- 秋瑾

## 姉妹・友好都市
紹興市人民政府外事・僑務弁公室=>友好城市によれば、以下の都市と友好都市（友好城市）関係にある。
- 富山県南砺市[4][5][6]
  - 1983年3月21日 旧福光町と友好都市提携（友好城市）

日中関係改善に尽力した松村謙三（福光町出身）と周恩来（原籍地が紹興）の縁
- 兵庫県西宮市[4][7]
  - 1985年7月23日 友好都市提携（友好城市）

「酒造りの町」どうしの縁
- 福井県あわら市[4][8]
  - 1988年5月18日 旧芦原町と友好市町盟約締結（友好城市）

文豪魯迅（紹興出身）と藤野厳九郎（芦原町出身）の縁
- 静岡県富士宮市[4][9]
  - 1991年11月11日 友好交流協定締結（友好城市）

浙江省と静岡県の友好関係にはじまった経済・技術交流から関係が深まる
- 栃木県小山市[10][11]
  - 2010年10月22日 「友好交流関係に関する協定書」調印

2004年以来交流を開始。小山市は「友好交流関係都市」と位置付け。
- その他の友好都市： 紹興市人民政府外事・僑務弁公室=>友好城市（中国語）（英語）